# Clavelinidae
Clavelinidae — rodzina żachw z rzędu Enterogona, podrzędu Aplousobranchia.
Do rodziny należą następujące rodzaje:
- Archidistoma Garstang, 1891
- Clavelina Savigny, 1816
- Cystodytes Drasche, 1884
- Distaplia Della Valle, 1881
- Eudistoma Caullery, 1909
- Polycitor Renier, 1804
- Pycnoclavella Garstang, 1891
- Sycozoa Lesson, 1830